# Pferdeturm

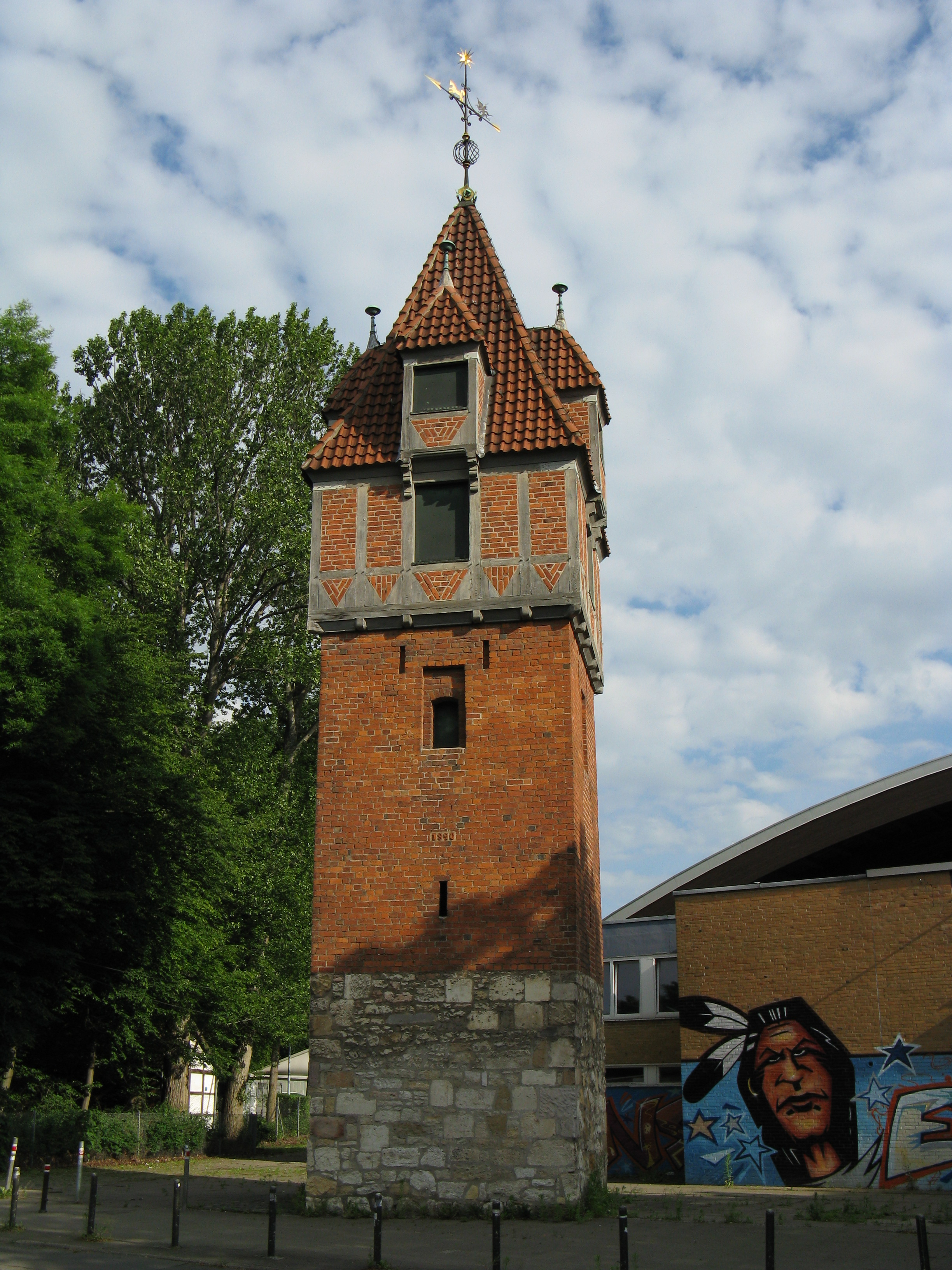
Pferdeturm 2012

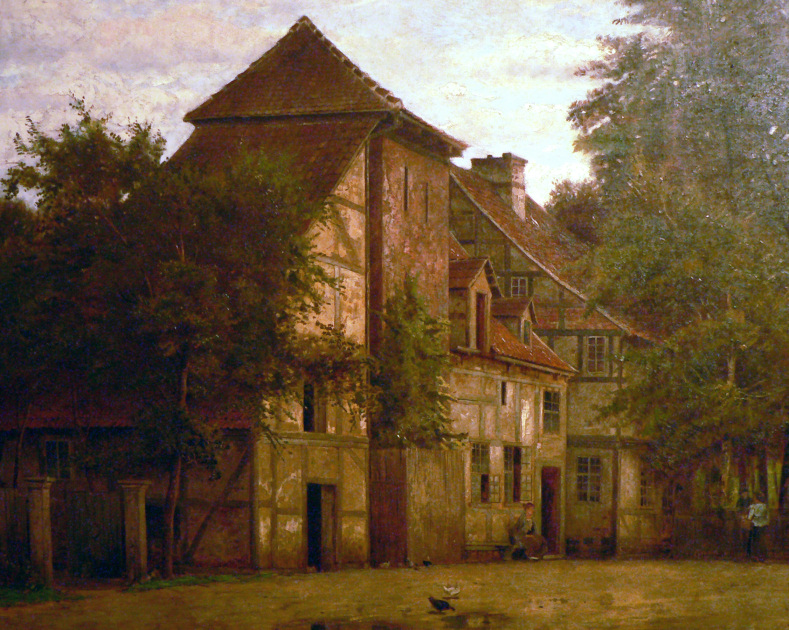
Gemälde des Pferdeturms von Paul Koken um 1880

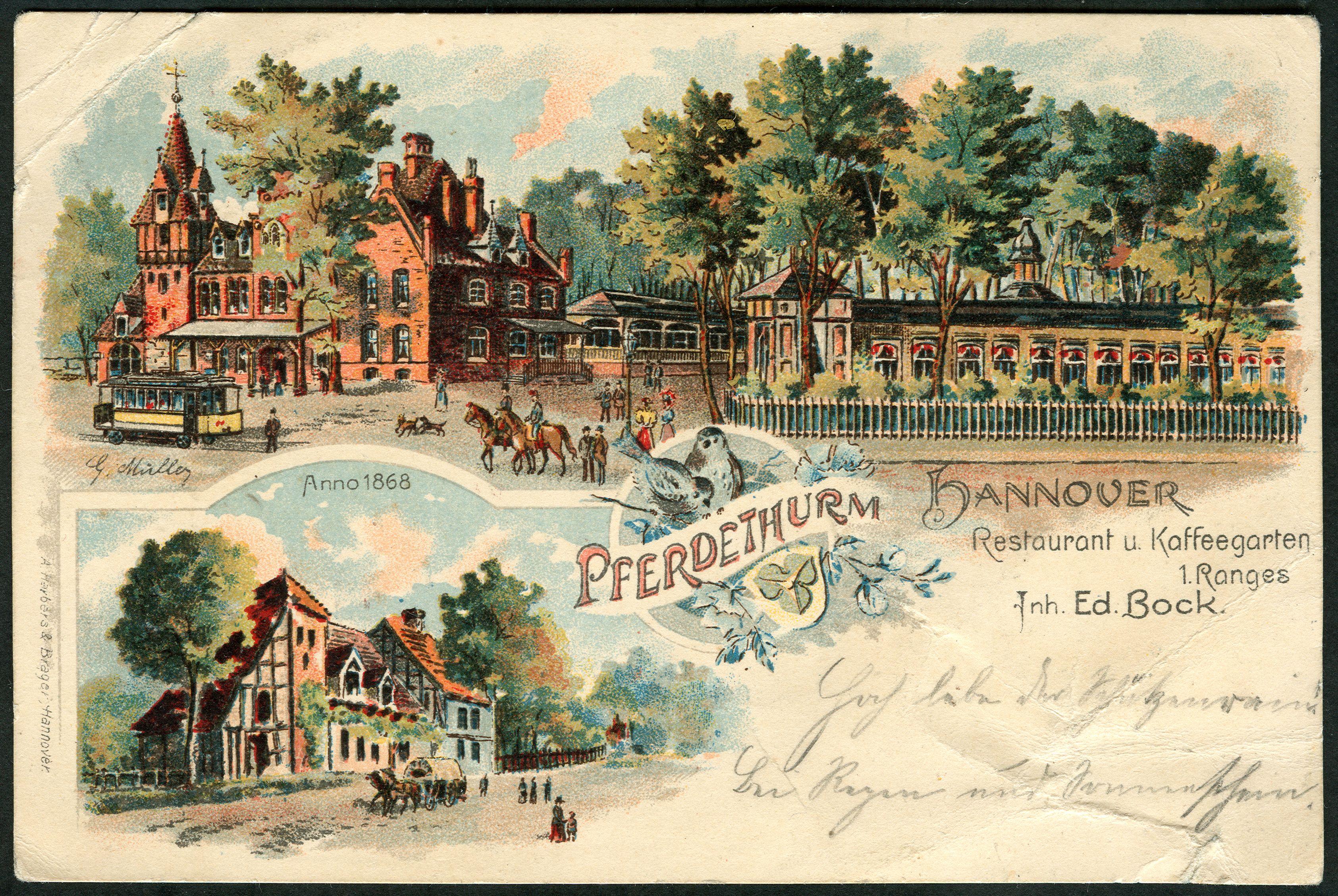
Ansichtskarte mit dem Pferdeturm als Ausflugscafé um 1898, unten die historische Situation 1868;
mehrfarbige Lithografie aus der Druckerei A. Harbers & Brager

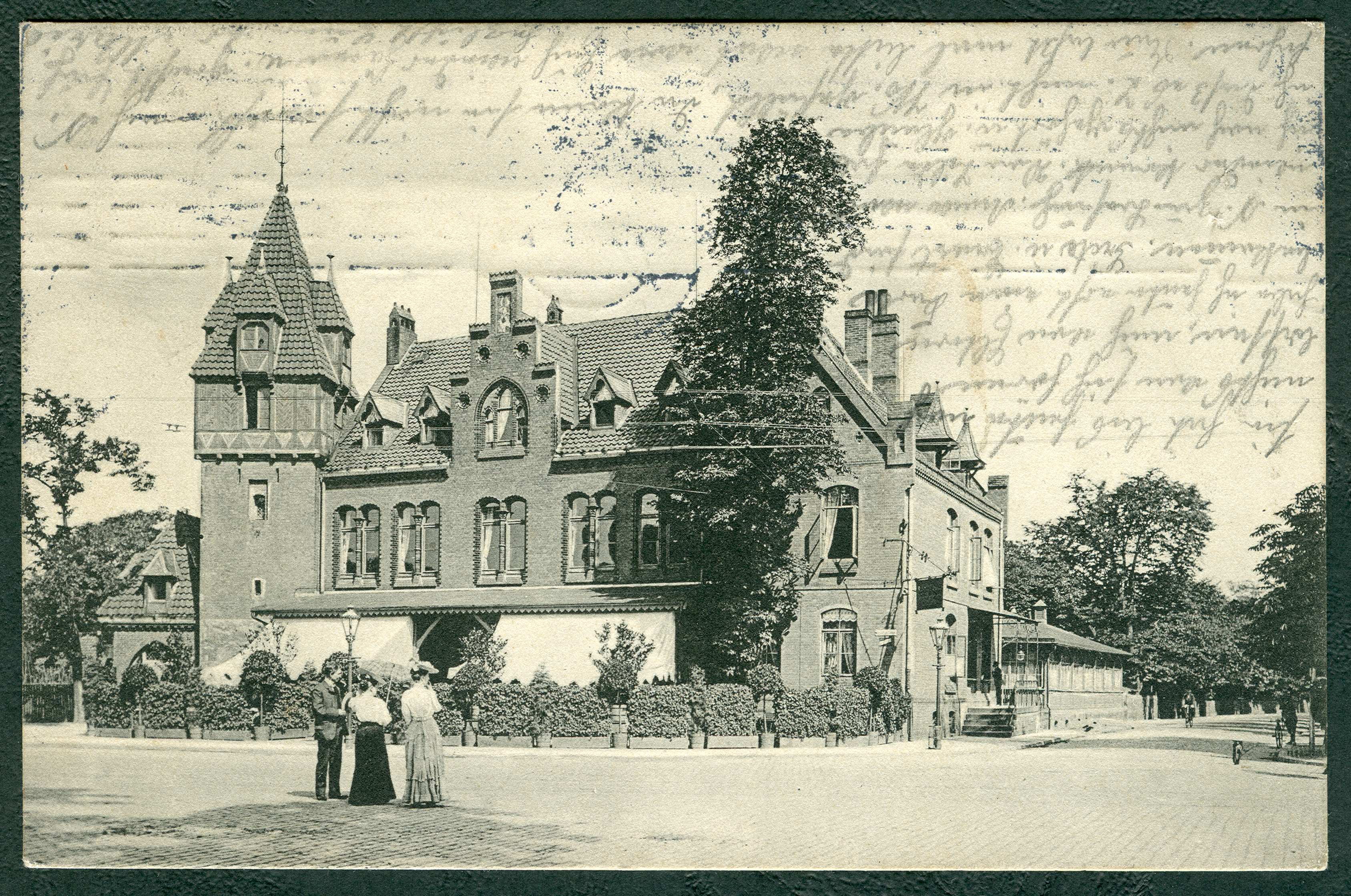
Ansichtskarte der Waldwirtschaft Pferdeturm von Karl Friedrich Wunder, um 1900

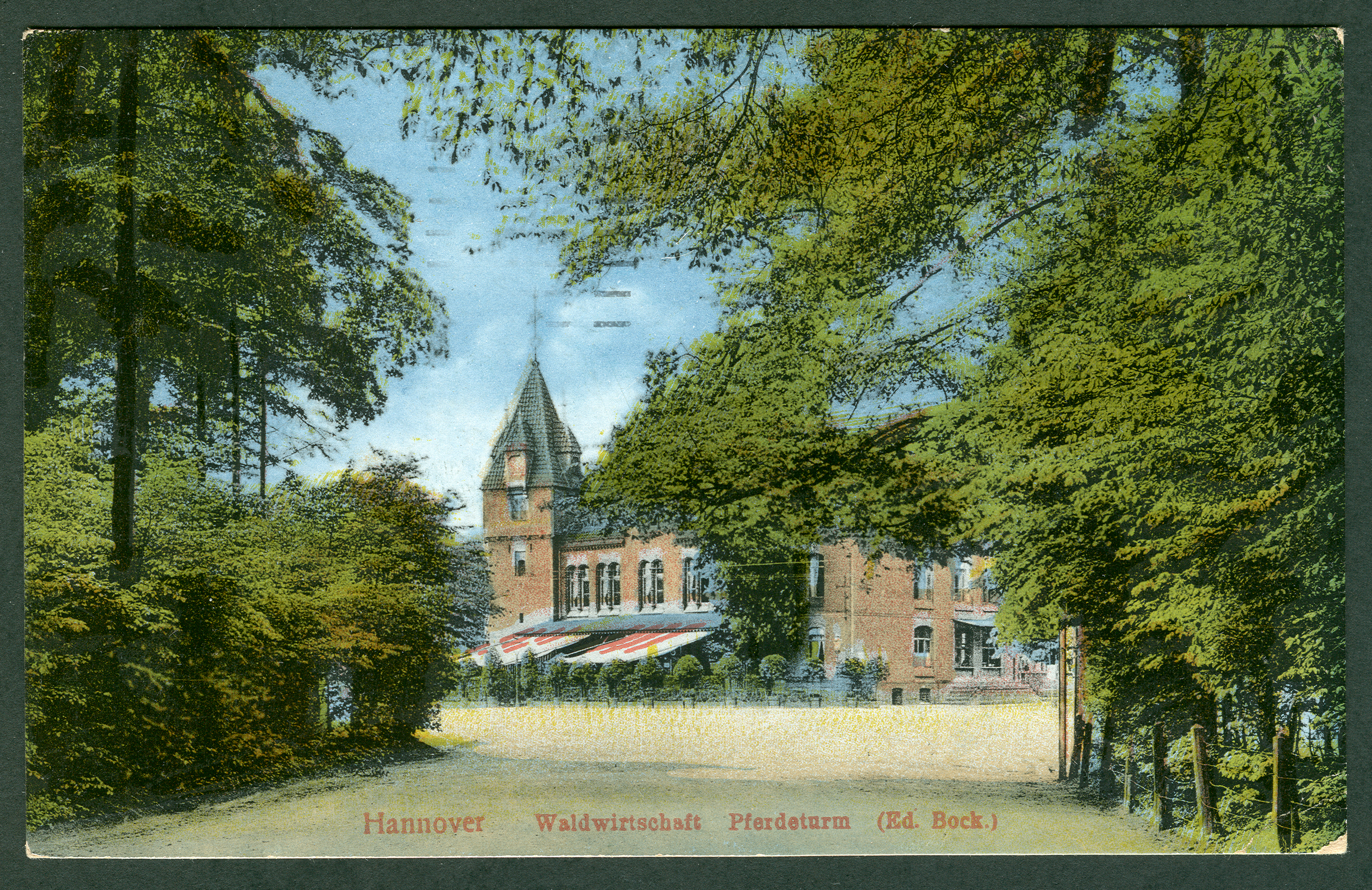
Ansichtskarte der Waldwirtschaft Pferdeturm von Karl Friedrich Wunder, nach 1905

Der Pferdeturm ist ein spätmittelalterlicher Wartturm der Stadt Hannover aus dem 14. Jahrhundert, der Teil der Hannoverschen Landwehr war. Nach dem am Stadtwald Eilenriede stehenden Turm sind der frühere Rangier- und heutige Abstellbahnhof, das angrenzende Eisstadion am Pferdeturm und eine nahe gelegene Ausfahrt des Messeschnellweges benannt.

## Lage und Beschreibung
Der Pferdeturm befindet sich im Stadtteil Kleefeld an der Scheidestraße, einer Verlängerung der vierspurigen Ausfallstraße Hans-Böckler-Allee. Wenige Meter neben dem Turm liegt das Eisstadion am Pferdeturm.
In unmittelbarer Nachbarschaft befindet sich die nach dem Turm benannte Pferdeturmkreuzung des Messeschnellweges, die 1950 errichtet wurde.
Der Turm hat einen nahezu quadratischen Grundriss von etwa vier Metern Seitenlänge. Der untere Bereich besteht bis in 3,8 Meter Höhe aus Bruchsteinen. Darüber sind weitere Geschosse in Ziegelbauweise aufgesetzt. 1892 erhielt der Turm ein Fachwerkgeschoss mit spitzem Dach.

## Geschichte
Der Turm wurde 1387 als Wartturm der Hannoverschen Landwehr am Teilstück zwischen Hannover und Misburg errichtet. Südlich und nördlich des Turms finden sich in der Eilenriede noch heute gut erhaltene Abschnitte der Landwehr mit Graben und Wall. Die Landwehr schützte als vorgeschobenes Grenzsicherungs- und Befestigungssystem die mittelalterliche Stadt. Wie die anderen Landwehrtürme (unter anderem Lister Turm, Döhrener Turm, Lindener Turm) wurde der Pferdeturm als Durchgangsstation an einer Straße errichtet. Eine Wartstation mit Schlagbaum überwachte den Verkehr zur Stadt.
Hector Wilhelm Heinrich Mithoff vermutete Mitte des 19. Jahrhunderts bei der Auswertung der Rechnungsbücher des hannoverschen Stadtrates zu den Ausgaben für die Landwehr, dass der damals noch nicht so benannte Pferdeturm identisch sei mit dem „Hardenbergestorn“ bzw. „Rukoppestorn“, nämlich jeweils nach den damaligen Wächtern. So ist 1407 vom „Hardenbergestorn“ und 1480 „van Rukoppes torne“ die Rede. Aus den 1480er Jahren sind für diesen Turm (anders als etwa für den Döhrener Turm) nur wenige Ausgaben vermerkt. Eine Aufzeichnung von 1486 macht deutlich, dass „do Rukoppes torne brende“, also brannte, und sich der Brandmeister „uppe des Bysschoppes hole“ befand (dem Landwehr-Stützpunkt Bischofshol in der Südeilenriede), woraus Mithoff schließt, dass beide Türme nicht weit voneinander entfernt lagen, was die Identifizierung mit dem Pferdeturm stützt. Der Brand war von „den Hildesheimeschen knechten“ im Rahmen der Konflikte mit Heinrich dem Mittleren, die zur Hildesheimer Stiftsfehde führten, entfacht worden, was 1487 und 1488 zu nicht sehr umfangreichen Ausbesserungsarbeiten führte. Für das Jahr 1493 ist zudem ein bei dem Turm befindliches Haus erwähnt.
Den Namen „Pferdeturm“ erhielt das Gebäude später durch einen Pferde- und Fohlenstall, den der hannoversche Rat in der Nähe hatte einrichten lassen. Das hannoversche Corpus bonorum civitatis gab 1720 an: „Der Thurm liegt linker Hand des Fahrweges, jenseits des Holzgrabens, ist von Steinen aufgeführet und fast ganz wüste. Das Wohnhaus (eines Holzwärters) steht rechter Hand desselben.“ Nach 1681 ist eine Ausschanklizenz für den jeweiligen Turmwärter nachgewiesen („accis freye Crug-Gerechtigkeit“); der Ort entwickelte sich zu einer Ausflugswirtschaft, die im hannoverschen Adressbuch von 1823 als „Caffeehaus“ bezeichnet wird. In der Nähe entstand 1888 die bis in die 1950er Jahre genutzte Radrennbahn am Pferdeturm. Das Ausflugslokal wurde 1889 durch ein Feuer zerstört, das den bereits stark verfallenen Turm in Mitleidenschaft zog. Dieser wurde daraufhin instand gesetzt und um das Fachwerkgeschoss und ein abschließendes steiles Pyramidendach erhöht. Zugleich wurde an den Turm ein zweigeschossiges Ziegelgebäude angebaut, das bis zum Zweiten Weltkrieg als Ausflugscafé diente, nach Kriegsschäden ausgebessert, aber 1964 für den Bau des Eisstadions abgerissen wurde. 1965 erfolgten weitere Renovierungsarbeiten, auf die ein eingelassener Ziegelstein hinweist.
Nachdem die Landwehr ihre Bedeutung verloren hatte, diente der Pferdeturm als Forstamt, um den Holzdiebstahl in der nahe gelegenen Eilenriede einzudämmen. Unweit des Turms befindet sich bis heute ein Forsthaus, in dessen Nähe die Stadt im Zuge des Ausbaus der Naherholungsanlagen 1882 einen botanischen Garten einrichtete.